# Mai Xuân Hợp
Mai Xuân Hợp (sinh ngày 14 tháng 12 năm 1986 ở Thanh Hoá) là cựu cầu thủ và huấn luyện viên bóng đá Việt Nam. Vị trí sở trường của anh là trung vệ và hậu vệ cánh.

## Tuổi thơ
Mai Xuân Hợp xuất thân trong một gia đình có truyền thống thể thao bóng đá và bố anh, Mai Xuân Thanh, là một cựu cầu thủ nghiệp dư nhưng có tình yêu với bóng đá rất lớn nên ông đã quyết tâm cho con trai mình trở thành một cầu thủ chất lượng. Chính ông đã đưa Hợp đến lớp năng khiếu và tạo mọi điều kiện để anh có thể tập luyện.

## Sự nghiệp câu lạc bộ
Anh chơi cho đội trẻ Thanh Hoá trong 4 năm, từ năm 2001-2005 và sau đó anh đã ký bản hợp đồng chuyên nghiệp với đội bóng. Ngay lập tức, anh trở thành một nhân tố quan trọng trong đội hình của huấn luyện viên Trần Văn Phúc. Chính phong độ thuyết phục đó đã giúp anh có một vị trí trong đội hình đội tuyển Olympic Việt Nam.
Tháng 11 năm 2008, tức 1 tháng sau khi vô địch Merdeka Cup 2008 cùng đội U22 Việt Nam, Mai Xuân Hợp chính thức ký hợp đồng chuyển về chơi cho Thể Công với mức phí 3,5 tỷ đồng và ký hợp đồng 3 năm, đó là một bản hợp đồng kỉ lục của đội bóng xứ Thanh. Ở thời điểm đó, mặc dù anh chưa hề muốn rời đội bóng nhưng do hoàn cảnh tài chính khó khăn nên họ buộc phải bán đi những ngôi sao tốt nhất của mình như Mai Xuân Hợp, Mai Tiến Thành,...
Mai Xuân Hợp có trận đấu đầu tiên cho Thể Công ở vòng 1 V-League 2008-09 trong trận tiếp T&T Hà Nội , tuy nhiên, anh chỉ có thêm đúng một lần nữa được ra sân ở đội hình chính là vào vòng đấu thứ 21. Còn lại, anh chỉ có 2 lần đá từ đầu nhưng bị thay ra (vòng 9 và 22 cùng gặp Thanh Hoá) và một lần vào sân thay người.
Lý do được cho là do HLV Vương Tiến Dũng muốn ở thời điểm chuẩn bị mùa giải không phải là Mai Xuân Hợp mà là Nguyễn Minh Đức. Với tính toán của ông Dũng, có thêm Minh Đức ở hàng phòng ngự, Thể Công sẽ có 3 trung vệ ở độ tuổi trưởng thành (Lê Phước Tứ, Anh Tuấn, Minh Đức), đủ kinh nghiệm án ngữ trước thủ môn Mạnh Dũng còn non kinh nghiệm, cũng như hỗ trợ bộ đôi Quốc Long - Duy Linh có hạn chế về thể hình. Nhưng cuối cùng, Xuân Hợp về Thể Công, Minh Đức tới Xi Măng Hải Phòng, và kế hoạch của ông Dũng bị phá sản. Bất đắc dĩ, Xuân Hợp vẫn được vào sân, nhưng không được chơi ở vị trí sở trường, trung vệ, thay vào đó là hành lang cánh trái - nơi thi thoảng anh cũng thi đấu hồi còn khoác áo Thanh Hóa. Tuy nhiên, màn trình diễn nghèo nàn trước T&T Hà Nội khiến anh lập tức mất suất chính thức về tay Duy Linh.
Một số thông tin cho rằng vào thời điểm này, Vissai Ninh Bình đang muốn chiêu mộ Mai Xuân Hợp.

## Đội tuyển quốc gia
Huấn luyện viên tạm quyền của đội tuyển Olympic Việt Nam vào năm 2008 là Trần Công Minh cho biết: "Hợp là mẫu cầu thủ mà đội bóng đang thiếu, em ấy có cái chân trái rất biết chịu nghe lời". Ông còn kể: "Hợp đã gây được ấn tượng đối với các thành viên của BHL ngay bởi sự tập luyện rất nghiêm túc và hăng hái, thực hiện các bài tập với sự tập trung cao, sinh hoạt giản dị và chan hòa với đồng đội.
Thoạt đầu, tôi đã cho tất cả các VĐV thi đấu khá tự do, theo những vị trí mà họ thích, kết hợp với việc điều tra ban đầu về quá trình thi đấu ở địa phương để xác định vị trí trong đội. Mai Xuân Hợp rất thích hợp với vị trí trung vệ. Có tầm vóc rất tốt (Hợp sinh năm 1986, cao 1m80, nặng 70 kg), lối chơi rất đơn giản, Hợp tỏ ra an toàn, quyết liệt, đánh đầu tốt, có ý thức phối hợp với người đá cặp, biết bọc lót cho đồng đội."
Tuy vậy, theo ông, Hợp vẫn còn có những khuyết điểm cần phải sửa chữa như là rất hay phạm lỗi trước vòng cấm địa, có những lỗi rất không đáng phạm cũng cứ phạm, chơi rắn quá mức cần thiết. Ngoài ra ý thức tổ chức tấn công cũng yếu. Cắt bóng thì tốt nhưng lại thường đá quả bóng lên trên mà không chuyền cho tiền vệ. Ông đã phân tích cho anh về những điểm yếu này và anh đã quyết tâm sửa chữa qua từng buổi tập.
Mai Đức Chung cũng có những nhận xét về Hợp: "Vòng loại Olympic Bắc Kinh chứng kiến sự trưởng thành của một thế hệ cầu thủ bóng đá Việt Nam mới trong đó Mai Xuân Hợp là một trong những trường hợp điển hình. Cầu thủ người Thanh Hoá đã tiến bộ qua từng trận, cùng với Nguyễn Thành Long Giang (Tiền Giang) hợp thành cặp trung vệ rất ăn ý, người nọ bổ sung cho người kia những ưu điểm. Trong 3 trận đấu của lượt đi, Mai Xuân Hợp đều chơi đủ 90 phút và được đánh giá tốt về vị trí. Trong những thành công của Việt Nam trước Olympic Liban, Olympic Indonesia và Olympic Oman, cặp trung vệ đã chơi rất thành công, phần lớn thời gian đã khoá chặt được đường vào cầu môn của Trần Đức Cường. Họ chơi tự tin, dám cầm bóng khi cần thiết, biết chuyền bóng kịp thời cho tiền vệ và cũng biết hỗ trợ khi các tiền vệ không thể tấn công. Và ông Mai Đức Chung cũng tin rằng nếu được chơi với những đối thủ mạnh hơn, Mai Xuân Hợp sẽ tiến bộ nhanh chóng và sẽ có xuất trong đội tuyển quốc gia .
Vào tháng 10 năm 2008, Mai Xuân Hợp đã cùng đội tuyển U22 Việt Nam vô địch Cúp Merdeka 2008 một cách ấn tượng sau khi đánh bại đội tuyển quốc gia Malaysia trong trận chung kết ở loạt đá penalty. 